# Gerda Graff
Gerda Graff, född 4 januari 1887 död 11 februari 1970, var en norsk tecknare och illustratör.
Hon medverkade i Statens Kunstutstilling 1930-1938, Bildende kunstnerinners utstilling på Blomqvists Kunsthandel 1932 och Svart og hvitt utställningarna på Nasjonalgalleriet. Som illustratör medarbetade hon i dagspressen och hon utförde ett flertal bokillustrationer bland annat till Dikken Zwilgmeyers Inger Johanneböcker och Andreas Austlids Norsk lesebok. Graff är representerad vid bland annat Oslo Bymuseum.